# 岸本ヒロキ
岸本 ヒロキ（キシモト ヒロキ、本名：岸本博幹、1982年2月13日- ）は、日本のスタジアムDJ、ナレーター。フリーアナウンサー。

## 来歴
岡山県出身。2004年、倉敷芸術科学大学国際教養学部教養学科卒業。
2009年からMCとして活動を始める。
FC吉備国際大学charme（吉備国際大学Charme岡山高梁の前身）、ファジアーノ岡山ネクスト（ファジアーノ岡山FCのセカンドチーム）、香川オリーブガイナーズ 、FC今治のスタジアムDJを務めた。
現在は、岡山湯郷BelleのスタジアムDJ、岡山シーガルズ のアリーナMC、倉敷アブレイズのアリーナDJを務める。